# 新闺蜜时代
《新闺蜜时代》 又名：三个女青年，是江西卫视的一部电视剧，讲述三个不同性格的女青年韩文静（张歆艺饰）、王媛（蒋欣饰）、周小北（童瑶饰）毕业后在同一个城市奋斗的故事。该剧由由高群书监制，潘镜丞执导，张歆艺，蒋欣，童瑶，戚迹，田雷，柳小海等主演，于2014年1月31日江西、东南、新疆卫视首播。

## 主要剧情
韩文静，周小北，王媛三人从同一个大学毕业，三个性格各不相同的好闺蜜毕业后在同一个城市奋斗，工作，爱情，家庭，不同的遭遇，无论对谁，都是很大的成长。
相对家境较为优越的韩文静，是个豪爽，仗义的好女孩，为了不让自己的好闺蜜周小北再在不幸的婚姻中饱受折磨，宁肯让小北误会自己和樊斌发生关系，只为了能让他们离婚，而她自己的爱情，在一番努力后追到了一见钟情的医生成晓峰，却也因为这件事存在误会而分手，之后为了让自己和成晓峰的孩子能有一个合适的身份，与深爱自己的刘炎假结婚，之后与成晓峰误会解开后又与刘炎离婚，剧中刘炎对文静的千般万般的好，感动了无数的观众。
相反家境较为贫困的王媛，无论是爱情还是工作，都历经了种种坎坷，曾经对已婚的彭永辉的暗恋，让她保守折磨，甚至被彭永辉妻子侮辱，但她都努力坚持了下来，而之后遇到对自己十分专情的胖子，也渐渐忘记了这一段过去，并接受了胖子的追求，而在工作方面，最终经过努力，也成为了都市白领。
出身相对平凡，而且从小受传统教育的周小北，原本就要马上进入幸福的婚姻殿堂的她，却在婚前遭遇未婚夫樊斌逃婚，后经种种意外，与樊斌闪婚，婚姻生活意外不断，对于心里有着别的女人的樊斌，周小北只能处处忍着让着，不久后又与樊斌离婚，后来渐渐意识到樊斌多年的好兄弟李理这么多年一直默默的关心自己，照顾自己，和樊斌离婚后，小北便于李理在一起，虽也有小吵小闹，但两人感情却也越来越深，最终还是都收获了满满的幸福。

## 主要角色
| 演員   | 角色   | 介紹 |
| 張歆藝 | 韓文靜 | 性格直爽，敢作敢為，愛情專一                                                                                            |
| 蒋 欣  | 王 媛  | 家境極為普通的四川女孩 要強，不服輸，曾經的暗戀讓她頗受觸動                                                             |
| 童 瑤  | 周小北 | 文藝女作家 情感糾結而且坎坷                                                                                             |
| 戚 跡  | 成曉峰 | 帥氣醫生 令韓文靜一見鍾情                                                                                               |
| 田 雷  | 李 理  | 樊斌好兄弟 幾年來一直暗戀周小北，最終在一起                                                                             |
| 王東方 | 鄭遠東 | 非洲回來，綽號「胖子」 憨厚善良，深愛王媛，最後打動王媛，終成眷屬                                                       |
| 柳小海 | 劉 焱  | 原本是個浪蕩公子的他在遇見了文靜之後再也浪不起來了， 為了文靜，甚至願意和她假結婚，處處替文靜著想的他，感動了無數的觀眾 |
| 朱宏嘉 | 樊 斌  | 是一個經受不住誘惑，又沒有責任心的人， 與周小北離婚後，和李蕊也沒走到最後                                               |
| 曹衛宇 | 彭永輝 | 從王媛上大學開始便幫助過她， 而且曾因和王媛的關係與妻子鬧離婚，不過最後解開心結，家庭和睦                               |
| 王麗涵 | 周 芳  | 彭永輝的妻子 懷疑彭永輝與王媛關係有問題，用了一些較極端的方式處理， 和老公發生矛盾鬧離婚，不過最後和好                  |
| 黃澄澄 | 王 義  | 王媛弟弟 |
| 白雪雲 | 萬 婕  | 周小北好朋友 |
| 劉夢珂 | 李 蕊  | 李理妹妹 在樊斌和小北離婚後曾與樊斌結婚，後又離婚                                                                       |
| 時 男  | 何春光 | 王媛同事，喜歡王媛 |
| 王 兵  | 老 黃  | 文靜好朋友 |

## 收视率
由csm数据参考而来，收视率包括全天收视指数和市场(收视)份额参数
| 平台     | 平均收视率 | 平均市場份額 |
| 江西卫视 | 0.558      | 1.438        |
| 东南卫视 | 0.368      | 0.943        |
| 新疆卫视 | 0.060      | 0.154        |

## 外部連結
- 《新闺蜜时代》编剧发律师函要求署名 （页面存档备份，存于）